# Tholen

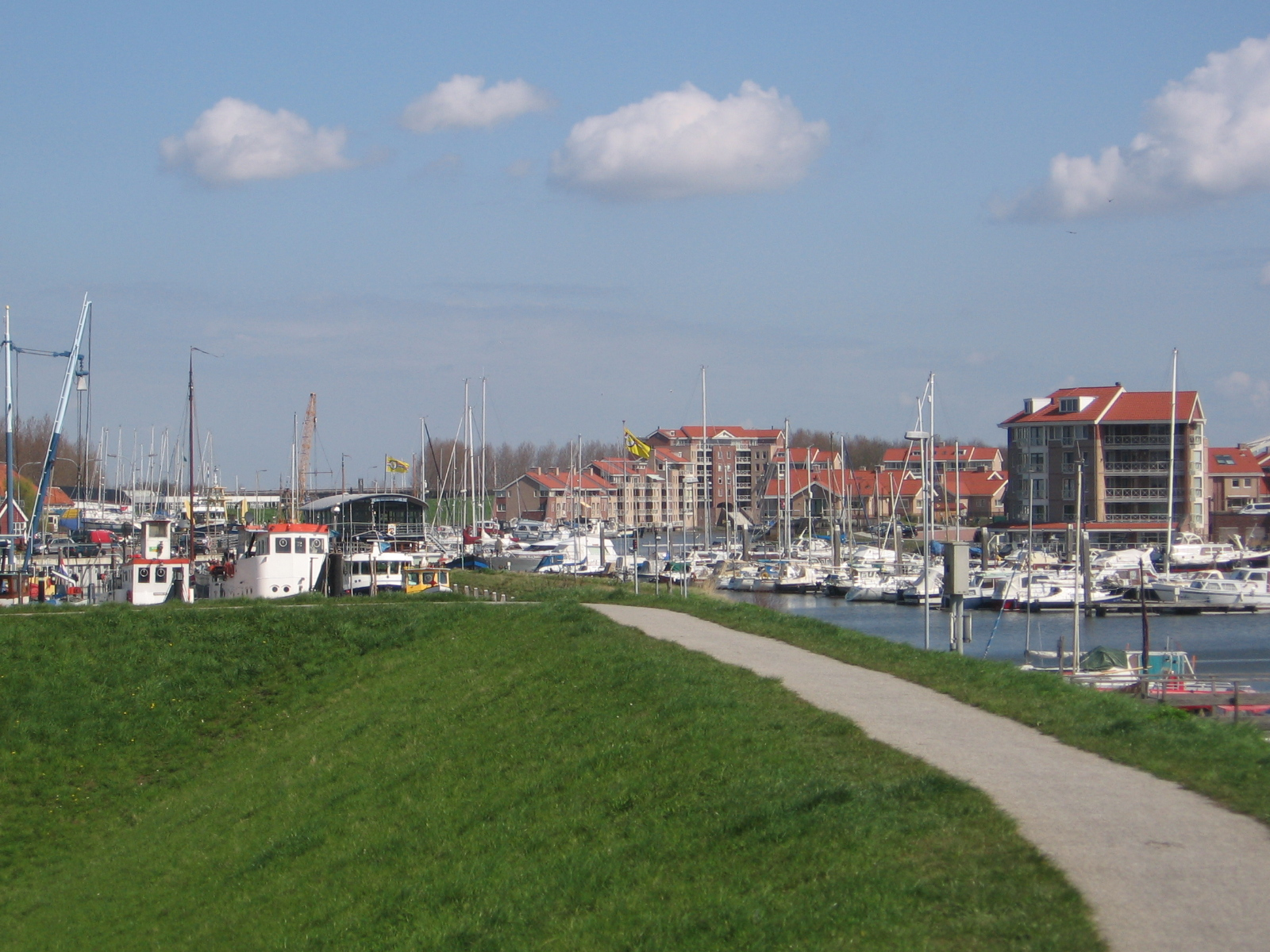

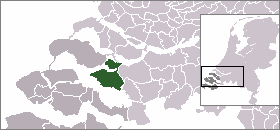
Lägeskarta

Tholen är en kommun i provinsen Zeeland i Nederländerna. Kommunens totala area är 254,51 km² (där 106,70 km² är vatten) och invånarantalet är på 24 656 invånare (2005).